# Omicron Serpentis
Omicron Serpentis (56 Serpentis) é uma estrela na direção da constelação de Serpens. Possui uma ascensão reta de 17h 41m 24.92s e uma declinação de −12° 52′ 30.6″. Sua magnitude aparente é igual a 4.24. Considerando sua distância de 168 anos-luz em relação à Terra, sua magnitude absoluta é igual a 0.68. Pertence à classe espectral A2Va. É uma estrela variável δ Scuti.